# Парламентские выборы в Польше (2007)
Досрочные парламентские выборы в Польше были проведены 21 октября 2007 года в двухпалатное Национальное собрание (верхняя палата — Сенат, нижняя — Сейм). Они стали следствием распада правящей коалиции между партией большинства «Право и справедливость», во главе с премьер-министром Ярославом Качиньским, Партией «Самооборона» Анджея Леппера и Лигой польских семей Романа Гертыха. Выборы произошли за два года до истечения 4-летнего срока полномочий предыдущего созыва Национального собрания (предыдущие выборы состоялись в сентябре 2005 г.). Сейм Польши самораспустился 7 сентября, и в тот же день президент Лех Качиньский (брат-близнец лидера ПС Ярослава Качиньского) официально объявил дату выборов.

## Явка
Явка оказалась наибольшей со времён первых свободных выборов в июне 1989 года. Явка составила 53,88 %, то есть на 15 % выше, чем два года назад. В 2007 году на избирательных участках за рубежом проголосовало почти 150 тысяч польских граждан, в то время как в 2005 году лишь 35 тысяч. Большинство из них голосовало в четырёх странах с наибольшей польской диаспорой — Великобритании, Ирландии, США и Германии. Однако общий уровень явки за рубежом всё же маргинален — проголосовало лишь 3 % граждан Польши, проживающих за границей.

## Результаты

### Выборы в Сейм
|                             |                                             |            |        |               |              |  |  |
| Партия                      | Партия                                      | Голосов    | %      | Мест получено | +/–          |  |  |
|                             | Гражданская платформа                       | 6 701 010  | 41,51  | 209           | ▲ 76         |  |  |
|                             | Право и справедливость                      | 5 183 477  | 32,11  | 166           | ▲ 11         |  |  |
|                             | Левые и Демократы                           | 2 122 981  | 13,15  | 53            | ▼ 2          |  |  |
|                             | Польская народная партия                    | 1 437 638  | 8,91   | 31            | ▲ 6          |  |  |
|                             | Самооборона Республики Польша               | 247 335    | 1,53   | 0             | ▼ 56         |  |  |
|                             | Лига польских семей                         | 209 171    | 1,30   | 0             | ▼ 34         |  |  |
|                             | Польская рабочая партия — Август 80         | 160 476    | 0,99   | 0             | ▬            |  |  |
|                             | Женская партия                              | 45 121     | 0,28   | 0             | новая партия |  |  |
|                             | Избирательный комитет немецкого меньшинства | 32 462     | 0,20   | 1             | ▼ 1          |  |  |
|                             | Патриотическая Самооборона                  | 2531       | 0,02   | 0             | новая партия |  |  |
| Всего                       | Всего                                       | 16 142 202 | 100,00 | 460           |              |  |  |
|                             |                                             |            |        |               |              |  |  |
| Действительных бюллетеней   | Действительных бюллетеней                   | 16 142 202 | 97,96  |               |              |  |  |
| Недействительных бюллетеней | Недействительных бюллетеней                 | 335 532    | 2,04   |               |              |  |  |
| Всего бюллетеней            | Всего бюллетеней                            | 16 477 734 | 100,00 |               |              |  |  |
| Явка избирателей            | Явка избирателей                            | 30 615 471 | 53,82  |               |              |  |  |

Пятипроцентный барьер, необходимый для того, чтобы пройти в Сейм по общенациональному округу, преодолели четыре партии. Окончательные результаты дали оппозиционной Гражданской платформе Дональда Туска 41,5 % голосов и 209 мест, на втором месте оказалась партия ПиС с 32,11 % голосов и 166 местами. «Левые и демократы», альянс во главе с посткоммунистическими социал-демократами, получил 13 % и 53 места в Сейме. Польская крестьянская партия (Polskie Stronnictwo Ludowe, PSL) оказалась последней из четырёх парламентских партий с 1,4 млн голосов (или 8,9 %) и 31 местом в Сейме. «Самооборона» не преодолела пятипроцентный барьер (1,5 % голосов или 247,3 тыс.). Правая националистическая Лига польских семей (Liga Polskich Rodzin — LPR), также входившая, как и «Самооборона», в предыдущий парламент, не попала в Сейм, получив 1,3 % голосов.
1 депутат был избран от Немецкого меньшинства (для организаций этнических меньшинств 5-процентный барьер не действует).
По итогам выборов сформировалась коалиция «Гражданской платформы» и Польской народной партии, а Ярослава Качиньского на посту премьер-министра сменил Дональд Туск.

### Выборы в Сенат
|                             |                                             |            |        |               |              |  |  |
| Партия                      | Партия                                      | Голосов    | %      | Мест получено | +/–          |  |  |
|                             | Гражданская платформа                       | 12 734 742 | 39,14  | 60            | ▲ 26         |  |  |
|                             | Право и справедливость                      | 10 208 412 | 31,38  | 39            | ▼ 10         |  |  |
|                             | Левые и Демократы                           | 4 751 281  | 14,60  | 0             | ▬            |  |  |
|                             | Польская народная партия                    | 2 863 883  | 8,80   | 0             | ▼ 2          |  |  |
|                             | Самооборона Республики Польша               | 345 427    | 1,06   | 0             | ▼ 3          |  |  |
|                             | Лига польских семей                         | 293 289    | 0,90   | 0             | ▼ 7          |  |  |
|                             | Избирательный комитет немецкого меньшинства | 104 533    | 0,32   | 0             | ▬            |  |  |
|                             | Патриотическая Самооборона                  | 48 689     | 0,15   | 0             | новая партия |  |  |
|                             | Независимые кандидаты                       | 1 185 400  | 3,64   | 1             | ▼ 4          |  |  |
| Всего                       | Всего                                       | 32 535 656 | 100,00 | 100           |              |  |  |
|                             |                                             |            |        |               |              |  |  |
| Действительных бюллетеней   | Действительных бюллетеней                   | 16 190 804 | 98,27  |               |              |  |  |
| Недействительных бюллетеней | Недействительных бюллетеней                 | 284 868    | 1,73   |               |              |  |  |
| Всего бюллетеней            | Всего бюллетеней                            | 16 475 672 | 100,00 |               |              |  |  |
| Явка избирателей            | Явка избирателей                            | 30 615 471 | 53,81  |               |              |  |  |

«Гражданская платформа» выиграла выборы в Сенат, набрав 60 мест из 100, партия «Право и справедливость» получила 39 мест, а единственное оставшееся место занял независимый депутат Влодзимеж Цимошевич, бывший премьер-министр и министр иностранных дел, ассоциирующийся с левыми-посткоммунистами.

## Голосование в Польше A и B

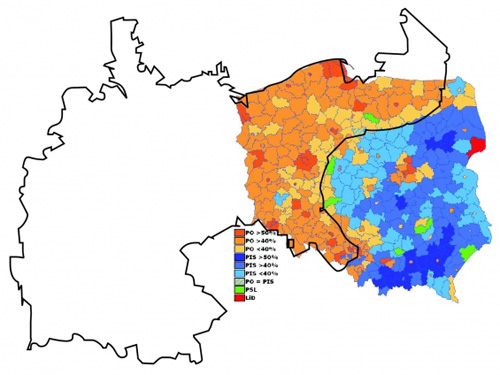
Выборы 2007 в Польше и карта бывшей Германской империи

На выборах 2007 года наглядно проявилось разделение Польши на зоны A и B: индустриально-либеральную западную и аграрно-традиционную восточную.